# Goudkopquetzal
De goudkopquetzal (Pharomachrus auriceps) is een vogel uit de familie van de Trogonidae (Trogons).

## Verspreiding en leefgebied
Deze soort komt voor van Venezuela tot noordelijk Bolivia en telt twee ondersoorten:
- P. a. auriceps: van oostelijk Panama en noordelijk Colombia tot noordelijk Bolivia.
- P. a. hargitti: noordwestelijk Venezuela.

## Status
De grootte van de populatie is in 2022 geschat op 50-500 duizend volwassen vogels. Op de Rode lijst van de IUCN heeft deze soort de status niet bedreigd.